# Pieter Menten
Pieter Nicolaas Menten, né le 26 mai 1899 à Rotterdam et mort le 14 novembre 1987 à Loosdrecht, est un criminel de guerre, homme d'affaires et collectionneur d'art néerlandais. Menten était un collaborateur nazi qui a commis de nombreux crimes, dont le meurtre, au nom du régime. Après la Seconde Guerre mondiale, il n'a été reconnu coupable que d'avoir travaillé comme interprète et n'a purgé que huit mois de prison. Menten a vécu somptueusement aux Pays-Bas pendant plus de 25 ans, stockant et vendant souvent des œuvres d'art volées, avant que les nouvelles preuves ne soient utilisées pour le rejuger, et il a été condamné à 10 ans de prison. Il a été libéré en 1985 en raison de son âge avancé et de sa bonne conduite, il est mort en 1987.

## Contexte
Issu d'une riche famille de Rotterdam, Menten s'est intéressé à la Pologne grâce aux relations d'affaires de son père. Il développa rapidement un vaste commerce d'exportation de produits hollandais vers la Pologne. Menten a déménagé en Galicie orientale en 1923 (alors en Pologne et plus tard dans la République socialiste soviétique d'Ukraine), où il est devenu un riche propriétaire terrien et homme d'affaires. Décrit comme doux et calme, il a développé une profonde rancune contre une famille juive voisine à cause d'un différend commercial. Menten est retourné aux Pays-Bas en 1939, lors de l'Invasion soviétique de la Pologne. Il était à Cracovie en 1940 où il a travaillé comme Treuhänder (aryanisateur) d'un certain nombre de marchands d'art juifs.

### Collaboration nazie
Menten retourna en Pologne en 1941 après la contre-occupation nazie, cette fois en tant que membre des SS. Menten a été impliqué dans le massacre des professeurs de Lwów et le vol de leurs biens. Selon des témoins, il a aidé à tirer sur autant de membres de la famille incriminée en Galicie qu'il a pu trouver, puis s'est retourné contre d'autres Juifs de la région. On pense que Menten a personnellement supervisé l'exécution de pas moins de 200 Juifs.

## Après-guerre

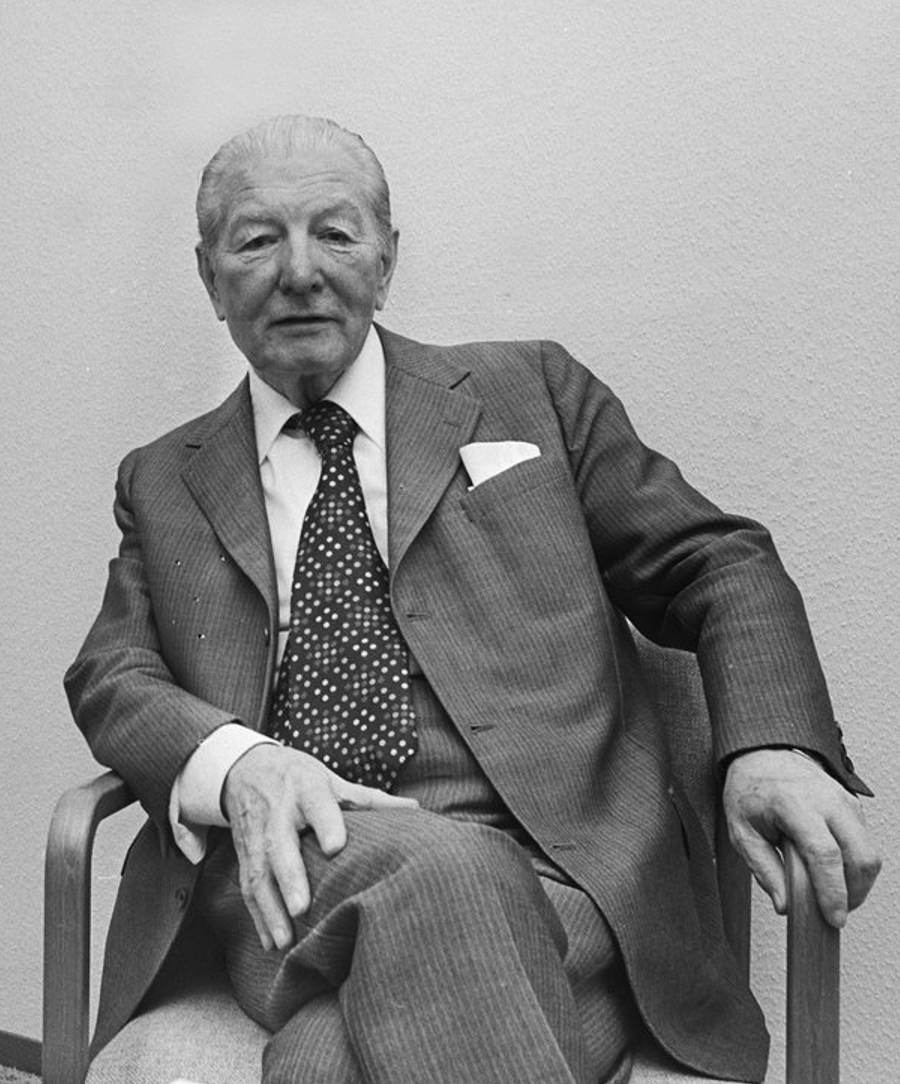
Menten lors de son second procès le 16 mai 1977.

Alors qu'il voyageait dans son train personnel avec sa précieuse collection d'art, il a été reconnu par les combattants de la Résistance hollandaise. Il a été traduit en justice. Son principal avocat de la défense était Rad Kortenhorst, président de la Seconde Chambre des États généraux. Le procès controversé s'est terminé en 1949, l'accusation étant incapable de prouver la plupart des allégations et Menten a été condamné à une peine de huit mois pour avoir travaillé en uniforme comme interprète nazi. En 1951, le gouvernement néerlandais a refusé une demande polonaise d'extradition de Menten.
Menten allait devenir un collectionneur d'art et un homme d'affaires prospère. Son manoir de vingt pièces était rempli d'œuvres d'art précieuses (Nicolaes Maes, Francisco Goya, Jan Sluyters, etc.) et il possédait de vastes domaines immobiliers.

### Nouveau procès
En 1976, l'affaire a été rouverte. Au cours du procès, le manoir de Menten a été incendié après qu'un survivant du camp de concentration de Dachau a jeté une bombe à essence sur son toit de chaume. Le bâtiment a subi d'importants dommages et une partie de la collection d'art a été détruite. En 1980, Menten a été condamné à 10 ans de prison et à une amende de 100 000 florins pour crimes de guerre, notamment pour avoir été complice du meurtre de vingt villageois juifs en 1941 en Pologne.
À sa libération en 1985, il pensait qu'il s'installerait dans son manoir du comté de Waterford en Irlande pour découvrir que Garret FitzGerald, Taoiseach à l'époque, l'avait interdit de séjour dans le pays. Menten est décédé dans une maison de retraite à Loosdrecht aux Pays-Bas, à l'âge de 88 ans.

### Filmographie
- The Body Collector de Tim Oliehoek, 2016